# Thiên hoàng Go-Fushimi
Go-Fushimi (後伏見 Go-Fushimi-tennō, 05 Tháng 4 năm 1288 - 17 Tháng 5 năm 1336) là Thiên hoàng thứ 93 của Nhật Bản theo danh sách kế thừa truyền thống. Triều đại của ông kéo dài từ năm 1298 đến năm 1301.

## Phả hệ
Trước khi lên ngôi, ông có tên cá nhân của mình (imina) là Tanehito -shinnō (胤仁親王)
Ông là con trai cả của Thiên hoàng Fushimi, thuộc chi nhánh Jimyōin-tō.

## Lên ngôi Thiên hoàng
Tháng 8/1298, Thiên hoàng Fushimi thoái vị và Thái tử nhận chiếu kế vị
Tháng 1/1299, Thái tử chính thức lên ngôi và lấy hiệu là Thiên hoàng Go-Fushimi. Ông đổi niên hiệu thành niên hiệu mới là Shōan (1299 - 1301)
Triều đại của ông chứng kiến sự tranh đoạt ngôi vị giữa hai nhà, nhưng ông cũng cố gắng đi cầu nguyện đền thờ thần Kamo để cầu thần giúp đỡ cho việc duy trì ngôi vị qua các con trai của ông trong nhà Jimyōin-tō. Lời cầu nguyện của ông đã ứng nghiệm, khi Thiên hoàng Kōgon là con trai thứ của ông giành quyền kế vị ngai vàng, dưới sự hậu thuẫn của Mạc phủ họ Ashikaga.
Tháng 2/1301, bị sự chống đối quyết liệt của nhà Daikakuji, Thiên hoàng Go-Fushimi thoái vị và nhường ngôi cho cháu trai là Kuniharu, người sẽ lên ngôi với hiệu là Thiên hoàng Go-Nijō.

## Thoái vị
Sau khi từ ngôi, ông trở thành Thượng hoàng Go-Fushimi. Năm 1308, ông ủng hộ người em trai mình lên kế vị thay Go-Nijō vừa băng hà, hiệu là Thiên hoàng Hanazono. Thời Hanazono, các cuộc đàm phán giữa shikken Mạc phủ là Hōjō Morotoki (1301-1311) và Hōjō Takatoki (1316-1326) với hai nhà của hoàng tộc về kế vị được chấm dứt bởi Hiệp ước Bunpō (1317). Hiệp ước này quy định, mỗi nhà sẽ cử người lên kế vị trong thời gian mười năm. Thỏa thuận này không kéo dài, nó bị phá vỡ khi Thiên hoàng Go-Daigo lên ngôi.
Năm 1336, Thượng hoàng Go-Fushimi qua đời

### Gia đình
Go-Fushimi la con trai duy nhất của Thiên hoàng Fushimi, người duy nhất nối dõi nhà Jimyōin-tō. Ông có 1 hoàng hậu với 5 người con:
- công chúa cả: Junshi (珣子内親王)
- công chúa thứ 2 Kenshi / Kaneko (兼子内親王)
- hoàng tử thứ 3 Kazuhito (Bắc Thiên hoàng Kōgon)
- hoàng tử thứ 5: Thân vương ??? (景仁親王)
- hoàng tử thứ 9 Yutahito (豊仁親王) (Bắc Thiên hoàng Kōmyō)

### Kugyō
- Nhiếp chính: Takatsukasa Kanetada, 1298
- Nhiếp chính: Nijō Kanemoto, 1298–1300
- Quan bạch: Nijō Kanemoto, 1300–1305
- Tả đại thần
- Hữu đại thần
- Nội đại thần
- Dainagon

### Niên hiệu
- Einin (1293–1299)
- Shōan (1299–1302)